# خوزه البرنوز
خوزه البرنوز (انگلیسی: José Albornoz؛ زادهٔ ۱۹ ژوئیهٔ ۱۹۷۰) بازیکن فوتبال اهل آرژانتین است.
از باشگاه‌هایی که در آن بازی کرده‌است می‌توان به باشگاه فوتبال ریور پلاته، باشگاه اتلتیکو ایندپندینته، باشگاه ورزشی ماریتیمو، باشگاه فوتبال نیولز اولد بویز، باشگاه فوتبال جیمناسیا لاپلاتا، باشگاه ورزشی سن لورنسو آلماگرو، و باشگاه فوتبال راسینگ کلوب آویاندا اشاره کرد.
وی همچنین در تیم ملی فوتبال آرژانتین بازی کرده‌است.